# 伦德 (丹麦)
伦德（丹麥語：Rønde），丹麥日德蘭半島上的一座城鎮，南久斯蘭市鎮的行政中心。